# Atlantische Hurrikansaison 1983
Die Atlantische Hurrikansaison 1983 begann offiziell am 1. Juni 1983 und dauerte bis zum 30. November. Diese Daten begrenzen üblicherweise die Periode des Jahres, in der sich im Atlantischen Ozean die meisten tropischen Wirbelstürme bilden. Es handelte sich um die am wenigsten aktive Hurrikansaison im atlantischen Becken seit Beginn der Aufzeichnung im Jahr 1950.
Insgesamt bildeten sich nur sieben tropische Tiefdruckgebiete, von denen vier mindestens die Stärke eines tropischen Sturmes erreichten. Die Accumulated Cyclone Energy ist die niedrigste seit Einführung dieser Bewertung im Jahr 1950.
Die Saison begann später als üblich, das erste tropische Tiefdruckgebiet bildete sich erst am 29. Juli; das zweite folgte bereits zwei Tage später. Keine von beiden konnte sich intensivieren. Hurrikan Alicia bildete sich am 15. August als drittes Tiefdrucksystem der Saison, intensivierte sich am nächsten Tag zum Hurrikan und gelangte am 18. August über die Küste von Texas, wo der Sturm Sachschäden in Höhe von 2,6 Milliarden US-Dollar anrichtete. Hurrikan Barry entstand am 25. August, überquerte Florida und verstärkte sich in einen Hurrikan. Barry löste sich am 30. August nach dem Landfall bei Brownsville.
Hurrikan Chantal, der dritte und letzte Hurrikan des Jahres, bildete sich am 10. September, blieb jedoch weit auf See, wo er am 15. September von einem Frontensystem absorbiert wurde. Das Tropische Tiefdruckgebiet Sechs bildete sich am 19. September und verursachte schwere Niederschläge auf den karibischen Inseln, bevor es am 21. September in eine tropische Welle degenerierte. Dean bildete sich am 26. September und zog als tropischer Sturm nordwärts. Er zog am 29. September über die Delmarva-Halbinsel und seine Auflösung über der Küste von Virginia setzte den Schlusspunkt unter die wenig aktive Saison.

## Saisonvorprognosen und tatsächliche Aktivität
Eine Vorhersage der Wirbelsturmaktivität wurde in der damaligen Zeit durch Hurrikanexperten wie William M. Gray und sein Team an der Colorado State University erstellt. Eine normale Saison, wie sie von der NOAA definiert wurde, hat sechs bis vierzehn benannte Stürme, von denen vier bis acht zum Hurrikan werden, wobei einer bis drei Hurrikane zu sogenannten schweren Hurrikanen werden, das heißt, sie erreichen mindestens die Kategorie 3 auf der Saffir-Simpson-Hurrikan-Windskala. Die am 23. Juli 1983 veröffentlichte Vorhersage ging nach dem langsamen Beginn der Saison davon aus, dass sich insgesamt acht Stürme bilden würden, von denen fünf Hurrikanstatus erreichen sollten. Die Vorhersage gab nicht an, wie viele der Hurrikan Kategorie 3 oder höher erreichen. Diese Prognose erwies sich als zu hoch, da sich bis zum Ende der Saison nur vier benannte Stürme bildeten, darunter drei Hurrikane.
Die Saison war aufgrund starken Windscherung in der Höhe sehr wenig aktiv. Ungewöhnlich stark war die Windscherung vor allem in der Karibik und auf dem offenen Atlantik, sodass in Gebieten mit einer Wetterstörung die Bildung von Konvektion verhindert wurde, so dass sich keine Tiefdruckgebiete entwickeln konnten. Über sechzig Systeme bildeten sich an der Küste Afrikas und zogen westwärts über den Atlantik, aber sobald sie die Inseln über dem Winde erreichten, lösten sie sich leicht auf. Das einzige Gebiet, in dem die Windscherung gering war – gebildet aus dem Golf von Mexiko und dem Atlantischen Ozean nördlich der Bahamas und östlich von Florida – war das Entstehungsgebiet der vier benannten Stürme der Saison. Die atlantische Hurrikansaison 1983 war die am wenigsten aktive Saison seit der atlantischen Hurrikansaison 1930, in der nur zwei Stürme entstanden. 1982 und 1983 bilden den einzigen Fall zweier aufeinanderfolgenden Jahre seit Beginn der systematischen Hurrikanbeobachtungen 1871, in denen im Karibischen Meer keine Wirbelstürme entstanden. 1983 war das außerdem erste Mal seit 1871, dass sich kein Sturm südlich von 25° nördlicher Breite bildete.
1983 war die erste Saison, für das National Hurricane Center numerische Landfallwahrscheinlichkeiten bekannt gab. Solche Wahrscheinlichkeiten wurden bereits früher errechnet, um in einzelnen Sturmwarnungen verwendet zu werden, diese Zahlen wurden zuvor jedoch nicht veröffentlicht. Die Wahrscheinlichkeiten, die während der Existenz von Alicia genannt wurden, waren korrekt und wiesen darauf hin, dass Galveston und die Umgebung am ehesten durch den Sturm getroffen würden.

## Stürme

### Sturmnamen
Die folgenden Namen wurden zur Benennung von Stürmen verwendet. Mit Ausnahme von Alicia wurden diese Namen in der atlantischen Hurrikansaison 1989 wiederverwendet. Diese Namensliste kam 1983 erstmals zur Anwendung, da das National Hurricane Center nach der Saison 1978 neue Namenslisten aufgestellt hatte.
Alicia, Barry, Chantal und Dean
Nicht zur Anwendung kamen:
Erin, Felix, Gabrielle, Hugo, Iris, Jerry, Karen, Luis, Marilyn, Noel, Opal, Pablo, Roxanne, Sebastien, Tanya, Van und Wendy
Die World Meteorological Organization hat im Frühjahr 1984 den Namen Alicia von dieser Liste gestrichen. Deswegen wurde Alicia ab 1989 durch Allison ersetzt.

### Tropisches Tiefdruckgebiet Eins
Das Tropische Tiefdruckgebiet Eins bildete sich am 29. Juli aus einer tropischen Störung in der Nähe der Inseln über dem Winde. Das National Hurricane Center deutete die Möglichkeit einer Intensivierung zu einem tropischen Sturm an, aber Windscherung in der Höhe verhinderte jegliche Entwicklung. Am nächsten Tag löste sich das System auf.

### Tropisches Tiefdruckgebiet Zwei
Ein Gebiet mit gestörtem Wetter in mittleren Atlantik schaffte, genügend Organisation auszubilden, um am 31. Juli als tropisches Tiefdruckgebiet Zwei klassifiziert zu werden. Das Tief zog über den Atlantik, ohne sich zu verstärken, da es in der Höhe starker Windscherung ausgesetzt war und löste sich in der Nähe der Kleinen Antillen am 3. August auf.

### Hurrikan Alicia
Das System, das sich zum Hurrikan Alicia entwickelte, hatte seinen Ursprung am westlichen Ende eines frontalen Troges, der von Neuengland bis in den Golf von Mexiko reichte. Auf Satellitenbildern war ein untergeordnetes Tiefdruckgebiet erkennbar, das sich in der Nähe des Troges vor der Küste von Alabama und Mississippi bewegte und möglicherweise ein Vorläufersystem Alicias war. Der Luftdruck im Golf von Mexiko war hoch und blieb es in der Frühphase der Hurrikanentwicklung. Am 15. August maß ein Schiff einen Luftdruck von 1015 mbar (hPa), gerade als das System zum Tropischen Sturm Alicia aufgestuft wurde. Mit Hochdruck in der Umgebung blieb Alicia ein kleines System.
Die Steuerungsströmungen oberhalb von Alicia blieben während der Lebensdauer des Sturms durchweg schwach, ein Rücken bildete sich jedoch ein gutes Stück nördlich des sich entwickelnden Sturms. Mit Schwankungen seines Luftdrucks begann der Sturm am 16. August mit einer westlich gerichteten Trift. Diese dauerte nicht lange an, da Alicia auf nordwestlichen Kurs in Richtung Texas drehte. In der Zeit zwischen dem 16. und dem 18. August hatte sich über Alicia ein Antizyklon gebildet und gemeinsam mit der langsamen Vorwärtsbewegung über warmen Gewässern führte dies zu einer schnellen Intensivierung. Der Luftdruck im Zentrum Alicias ging in den 40 Stunden vor dem Landfall um ein Millibar stündlich zurück. Alicia erreichte am 18. August mit einer andauernden Windgeschwindigkeit von 185 km/h und 962 mbar (hPa) die größte Stärke und gelangte am selben Tag bei Galveston als Kategorie-3-Hurrikan über Land. Dort schwächte sich Alicia schnell ab und beschleunigte über dem Mittelwesten nach vorne, bevor sie sich am 21. August über Nebraska auflöste.
Als Alicia nordwärts wanderte, führte die Luftfeuchtigkeit des Resttiefs in mehreren Bundesstaaten zu heftigen Regenfällen. Houston verzeichnete schwere Schäden, darunter tausende von Fensterscheiben an den Hochhäusern im Zentrum der Stadt. Alles in allem tötete Alicia zweiundzwanzig Personen und führte zu einem Sachschaden von 2,6 Milliarden US-Dollar (1983).

### Hurrikan Barry
Hurrikan Barry hat seinen Ursprung in einer tropischen Störung, die sich am 13. August von der nordwestlichen Küste Afrikas löste. Während des größten Teils der Hurrikansaison war der nordwestliche tropische Atlantik von Windscherung in der Höhe beeinflusst, wodurch die Entwicklung von tropischen Systemen behindert wurde. Aufgrund dieser Bedingungen konnte sich die Störung bis zur Annäherung an die Bahamas am 22. August nicht verstärken. Ein schwacher Trog schob die Störung in ein Gebiet mit wenigen Scherungen und die Störung konnte sich am Abend des 23. August zum Tropischen Tiefdruckgebiet Vier entwickeln. Das Tief war gerade nordöstlich der nördlichen Inseln der Bahamas, als es sich am Morgen des 24. Augustes zum tropischen Sturm verstärkte.
Als tropischer Sturm dreht Barry nach Westen und als die Windscherung wieder zunahm, schwächte sich Barry zum Tiefdruckgebiet ab. Die Depression gelangte bei Melbourne am Morgen des 25. Augustes über das Festland. Nachdem das System in den östlichen Golf von Mexiko zog, war es noch unter Druckeinfluss von Höhenwinden. Erst im mittleren Bereich des Golfes erreichte Barry wieder Sturmstärke. Barry intensivierte sich rapide und wurde am 28. August ein Hurrikan. Vor dem Landfall am Nachmittag dieses Tages bei Brownsville erreichte Barry mit andauernden Windgeschwindigkeiten von 130 km/h und einem minimalen Zentralluftdruck von 986 mbar (hPa) seinen Höhepunkt. Die Reste des Hurrikans, der sich über Land schnell abschwächte, lösten sich am 29. August über den Bergen des nördlichen Mexiko auf.

### Hurrikan Chantal
Die Wetterstörung, die schon bald zu Chantal werden würde, entstand am Morgen des 10. Septembers in einem weitläufigen Tiefdruckgebiet. Die Störung, die vor der Küste von Bermuda in das Tief eingebettet lag, war ein Rest eines alten frontalen Trog, der sich von Hispaniola bis in den mittleren Nordatlantik erstreckt hatte. Die Wetterstörung wurde zum nordöstlichen Teil eines Tiefdrucksystems. Am 10. September stellte ein Aufklärungsflugzeug andauernde Winde von 50 km/h und einem minimalen Luftdruck von 1010 mbar (hPa) fest. Aufgrund dieser Messungen wurde das Tiefdrucksystem als fünftes tropischen Tiefdruckgebiet der Saison 1983 klassifiziert.
Das Tiefdruckgebiet wandernd bis auf 160 km an Bermuda heran und intensivierte sich dabei langsam. Am späten Nachmittag hatte der Sturm Windgeschwindigkeiten von 60 km/h erreicht und erhielt den Namen Chantal. Chantal intensivierte sich rapide und erreicht am Morgen des 11. Septembers 105 km/h. Chantal drehte nach Osten und schaffte es, eine schwache Ausströmung mit Zirruswolken zu bilden. Am Morgen des 22. Septembers wurde Chantal zum Hurrikan aufgestuft, die Nachanalyse zeigte jedoch, dass der Sturm diese Stärke bereits in der Nacht davor erreicht haben könnte. Während der nächsten Stunden änderte sich der Hurrikan wenig, in der folgenden Nacht verlor das System allerdings an Organisierung und wurde zum tropischen Sturm zurückgestuft.
Über Nacht löste sich die Konvektion von Chantal völlig auf und die nordwärts gerichtete Vorwärtsgeschwindigkeit nahm ab. Eine schwache Welle drängte Chantal dann vorwärts und das System ging am Abend des 14. Septembers in einem Frontensystem auf. Die Auswirkungen auf Bermuda waren minimal; der Wind erreichte um 25 km/h und einige Gewitter gingen nieder. Chantal führte an der Ostküste der Vereinigten Staaten zu einem Wellengang von 9 bis 12 m.

### Tropisches Tiefdruckgebiet Sechs
Das Tropische Tiefdruckgebiet Sechs bildete sich am 19. September. Es verursachte heftige Niederschläge auf den Inseln über dem Winde, bevor es sich am 21. September in der Nähe der Dominikanischen Republik in eine tropische Welle abschwächte.

### Tropischer Sturm Dean
Der Tropische Sturm Dean hatte seinen Ursprung innerhalb eines frontalen Wolkenbandes, das sich am 22. September vor der Ostküste der Vereinigten Staaten bewegte. Während der folgenden paar Tage wurde das Wolkenband von den Bahamas bis hinter Bermuda nahezu stationär. Während dieser Zeit hatte sich eine Hochdruckzelle mit 1035 mbar (hPa) über dem Nordosten der Vereinigten Staaten festgesetzt. Dies führte zu einem starken Druckgradienten und Winden, die entlang der Atlantikküste nahezu Sturmstärke erreichten.
Eine oberflächennahe Zirkulation bildete sich am 26. September aus dem frontalen Wolkenband, etwa 740 km östlich von Mittelflorida. Dean war erstmals am Nachmittag des 26. September als subtropischer Sturm erkannt worden. Ein Aufklärungsflugzeug der United States Air Force wurde am 27. September zu Dean geschickt. Es stellte etwa 37 km vom Sturmzentrum entfernt Windgeschwindigkeiten von nur 55 km/h fest. Ein Luftdruck von 999 mbar (hPa) deutete darauf hin, dass sich Dean auf seinem Zug nach Norden intensivierte. Die Satellitenaufnahmen zeigten, dass der subtropische Sturm sich aus der Wolkenmasse löste. Die Daten ergaben auch, dass der Sturm tropischen Eigenschaften annahm und am Nachmittag des 27. Septembers klassifizierte das NHC den Sturm als tropischen Sturm.
Deans Winde erreichten ihren Höhepunkt am 28. September mit 80 km/h, als der Sturm noch nordwärts zog. Deans Zirkulation drehte am 29. September nach Nordwesten und war mit seinem Landfall auf der Delmarva-Halbinsel einer von drei Stürmen in der aufgezeichneten Geschichte, der dies tat, zuvor waren dies die tropischen Stürme Bret 1981 und Danielle 1992. Dean löste sich am 30. September über Land auf.
Sturmwarnungen wurden wegen Dean an der Küste zwischen North Carolina und Rhode Island ausgegeben. Dean führte von der Staatsgrenze North Carolina/Virginia bis nach Neuengland zu starkem Regen. Virginia meldete zwischen 25 und 76 mm Regen. Die höchste Regenmenge wurde mit 117 mm an der Cockaponset Ranger Station in Connecticut gemessen. Schäden durch den tropischen Sturm beschränkten sich auf Küstenerosion und Überflutungen in den Staaten am Mittelabschnitt der US-Atlantikküste.

## Accumulated Cyclone Energy (ACE)
| ACE (104kt2) – Sturm | ACE (104kt2) – Sturm | ACE (104kt2) – Sturm | ACE (104kt2) – Sturm | ACE (104kt2) – Sturm | ACE (104kt2) – Sturm | ACE (104kt2) – Sturm | ACE (104kt2) – Sturm | ACE (104kt2) – Sturm | ACE (104kt2) – Sturm | ACE (104kt2) – Sturm | ACE (104kt2) – Sturm |
| -------------------- | -------------------- | -------------------- | -------------------- | -------------------- | -------------------- | -------------------- | -------------------- | -------------------- | -------------------- | -------------------- | -------------------- |
| 1                    | 6,38                 | Alicia               | 2                    | 4,27                 | Chantal              |                      |                      |                      |                      |                      |                      |
| 3                    | 3,14                 | Barry                | 4                    | 3,07                 | Dean                 |                      |                      |                      |                      |                      |                      |
| Total = 16,9 (16,86) |                      |                      |                      |                      |                      |                      |                      |                      |                      |                      |                      |

Die nebenstehende Tabelle zeigt die ACE für jeden Sturm dieses Jahres. Die ACE beschreibt die Energie eines tropischen Sturms, indem die Stärke eines Sturms mit der Dauer multipliziert wird, das heißt, lange andauernde Stürme, sowie starke Stürme haben einen hohen ACE-Wert. Traditionell werden von der NOAA lediglich Stürme mit Windgeschwindigkeiten von über 34 Knoten (63 km/h) erfasst.
Die Saison 1983 hatte eine ACE von 16,9 (16,86), was deutlich unter dem Durchschnitt liegt und den niedrigsten Wert seit der atlantischen Hurrikansaison 1914 darstellt, die einen ACE von 2,53 hatte.